# 서울 제3국제금융센터
서울 제3국제금융센터(영어: Three International Finance Centre, Three IFC, 3IFC)는 대한민국 서울특별시 영등포구의 여의도에 있는 마천루 단지이자 지상 55층짜리 인텔리전트 빌딩이다. 헬리콥터 착륙장을 포함할 경우 지상 285m의 초고층 건물로 IFC에서 가장 높으며, 2015년까지 서울에서 완공된 건물 중 가장 높았다. 2015년까지 밤에는 건물 외벽에 'IFC'라는 문양으로 빛을 내뿜었다.
2012년부터 2020년까지 여의도에서 가장 높은 건물이었다. 파크원 타워가 완공되면서 여의도에서 가장 높은 건물이 되었다.

## 역사
서울 여의도에 국제금융단지를 조성하면서 랜드마크 건물 일환으로 2006년에 착공하여 2012년 8월 말에 3IFC(55층, 284m)가 56개월의 건설기간을 거쳐 마무리되었다. 2012년 11월 29일에 개관하였다.

## 높이

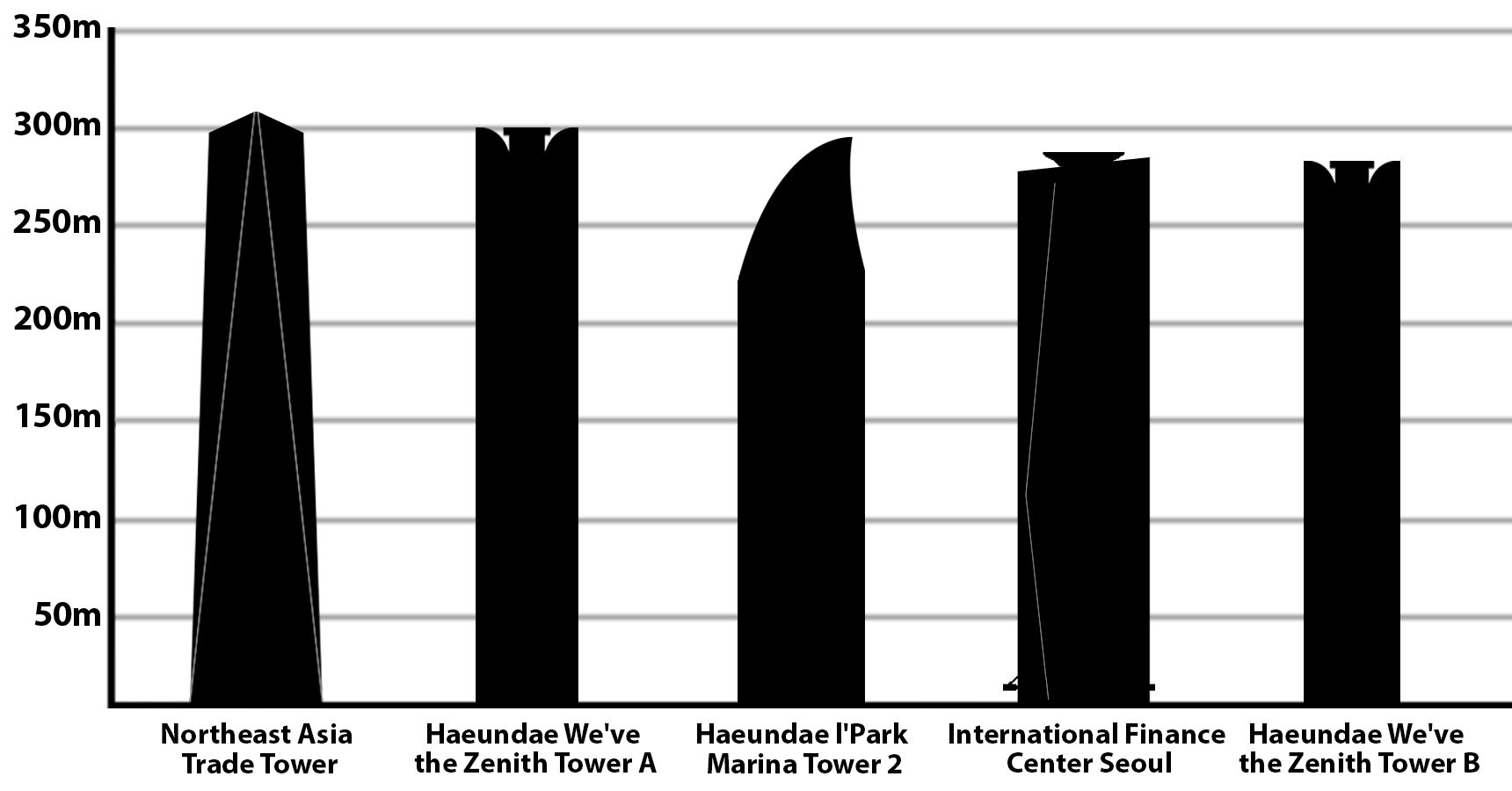
대한민국에서 가장 높은 건물 (2014년 1월 기준.)

서울 제3국제금융센터는 지상 55층이고 헬리포트를 포함할 시 지상 285m 높이의 빌딩이고 지하로는 7층까지 있다. 안테나/첨탑 높이는 285m이고 지붕 높이는 283m이고 최상층 높이는 247.5m이다.
서울특별시 영등포구 여의도에 위치한 63빌딩(249m, 60층) 다음으로 높은 건물이고 2012년 완공 당시 대한민국의 수도 서울특별시에서 가장 높은 건물이 되었고 여의도에서 가장 높은 건물이 되었다. 2013년 기준으로는 서울에서 제일 높은 빌딩이며 여의도에서 제일 높은 빌딩이라고 한다.
2016년 롯데월드타워가 완공되면서 서울에서 가장 높은 빌딩이 되었다. 2020년 파크원 타워가 완공되기 전까지는 여의도에서 제일 높은 빌딩이라는 타이틀을 가지고 있을 것으로 보인다. 2016년에 롯데월드타워의 외부 공사가 마무리 된 후 서울특별시에서 다음으로 높은 건물이다. 2016년 기준으로 대한민국에서 6번째로 가장 높은 건물이다.
국내 다른 초고층 건물들을 비교하면 서울특별시 영등포구 여의도의 63빌딩(249m, 60층), 서울특별시 양천구의 목동 하이페리온(256m, 69층), 타워팰리스(264m, 73층)보다 높다. 부산국제금융센터(289m, 63층)보다 4m가 낮고 서울국제금융센터의 최상층에는 전망대가 없다. 2012년 서울국제금융센터 3동 완공 당시 여의도에서 가장 높은 건물이 되었다. 파크원 타워 A동이 완공되면 서울국제금융센터 3동보다 높으며 여의도에서 가장 높은 건물이 된다.

## 내부 시설
소형 입주사 위주로 입주가 상당 부분 완료된 ONE IFC, TWO IFC와는 이미 입주를 받은 상황이다. 2015년 한국IBM이 55개 층 중 9개 층에 입주했다. 2017년 초 TEC가 Three IFC빌딩 43층에 입주하였다.
| 층수                | 시설                                                         |
| ------------------- | ------------------------------------------------------------ |
| 50층 ~ 55층         | 오피스                                                       |
| 48층 ~ 49층         | 한국노바티스                                                 |
| 44층 ~ 47층         | 오피스                                                       |
| 43층                | 티그모션, IBC GROUP, 크롭픽셀, TEC(The Executive Center)     |
| 40층 ~ 41층         | KB자산운용                                                   |
| 36층 ~ 39층 42층    | 오피스                                                       |
| 35층                | 한국야스카와전기                                             |
| 33층 ~ 34층         | 오피스                                                       |
| 32층                | 한국P&G                                                      |
| 27층 ~ 31층         | 오피스                                                       |
| 21층 ~ 26층         | 메리츠종금증권                                               |
| 20층                | 오피스                                                       |
| 19층                | 시옷, 코인원, 희남, 렌딩박스대부중개, 모픽, 뉴지스탁, 더루프 |
| 18층                | 데일리금융그룹, 쿼터백자산운용                               |
| 15층 ~ 17층         | 오피스                                                       |
| 6층 ~ 14층          | IBM코리아                                                    |
| 2층 ~ 5층           | 오피스                                                       |
| 1층                 | 로비, 삼거리푸줏간 BLUE, 3 Birds, K PUB, YG리퍼블릭          |
| 지하 3층 ~ 지하 1층 | IFC몰                                                        |
| 지하 7층 ~ 지하 4층 | 지하 주차장                                                  |

## 수상작
- 2013년 - 한국건축문화대상 - 서울국제금융센터 본상 수상

## 갤러리

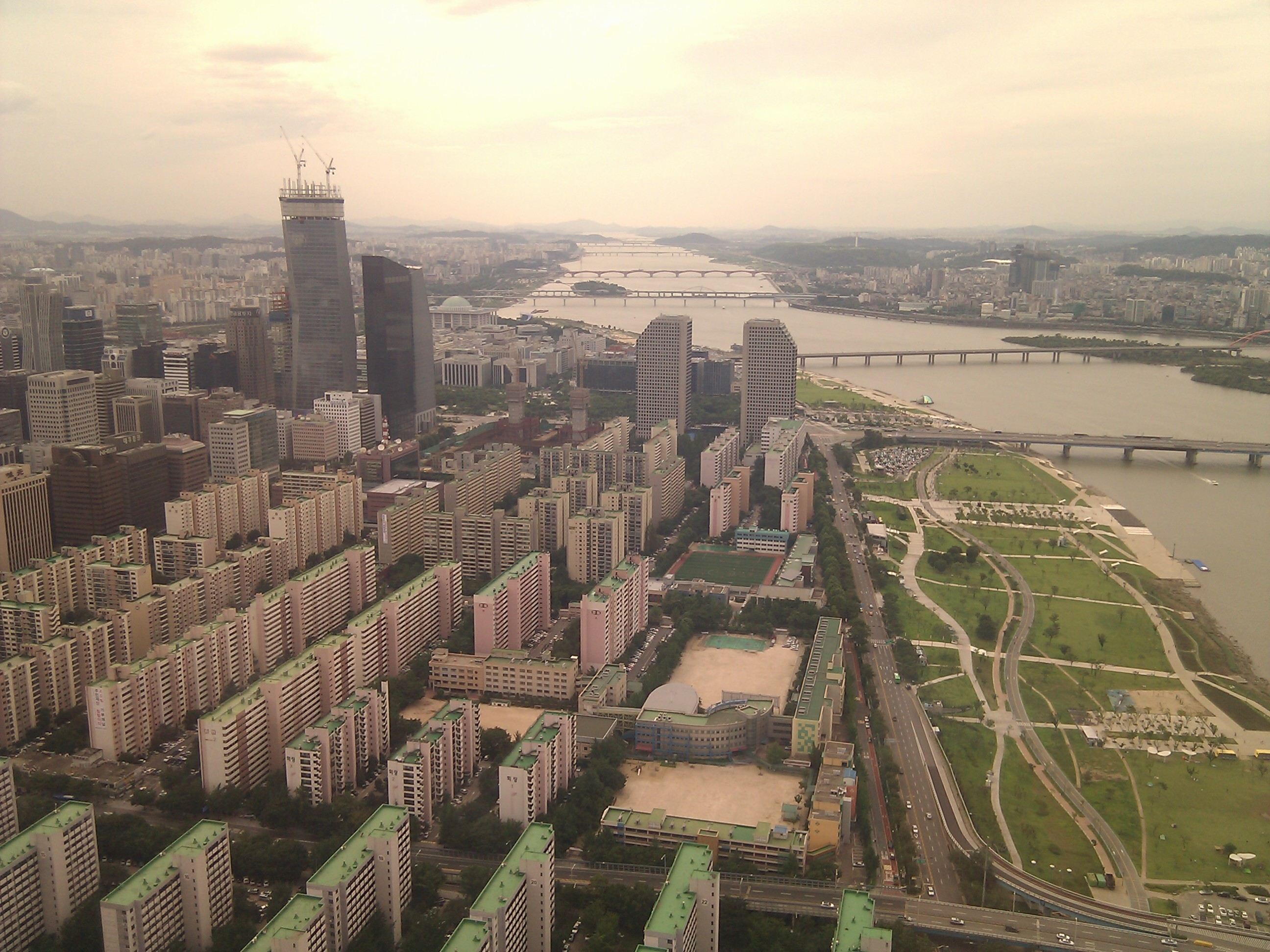
2011년 8월 7일.
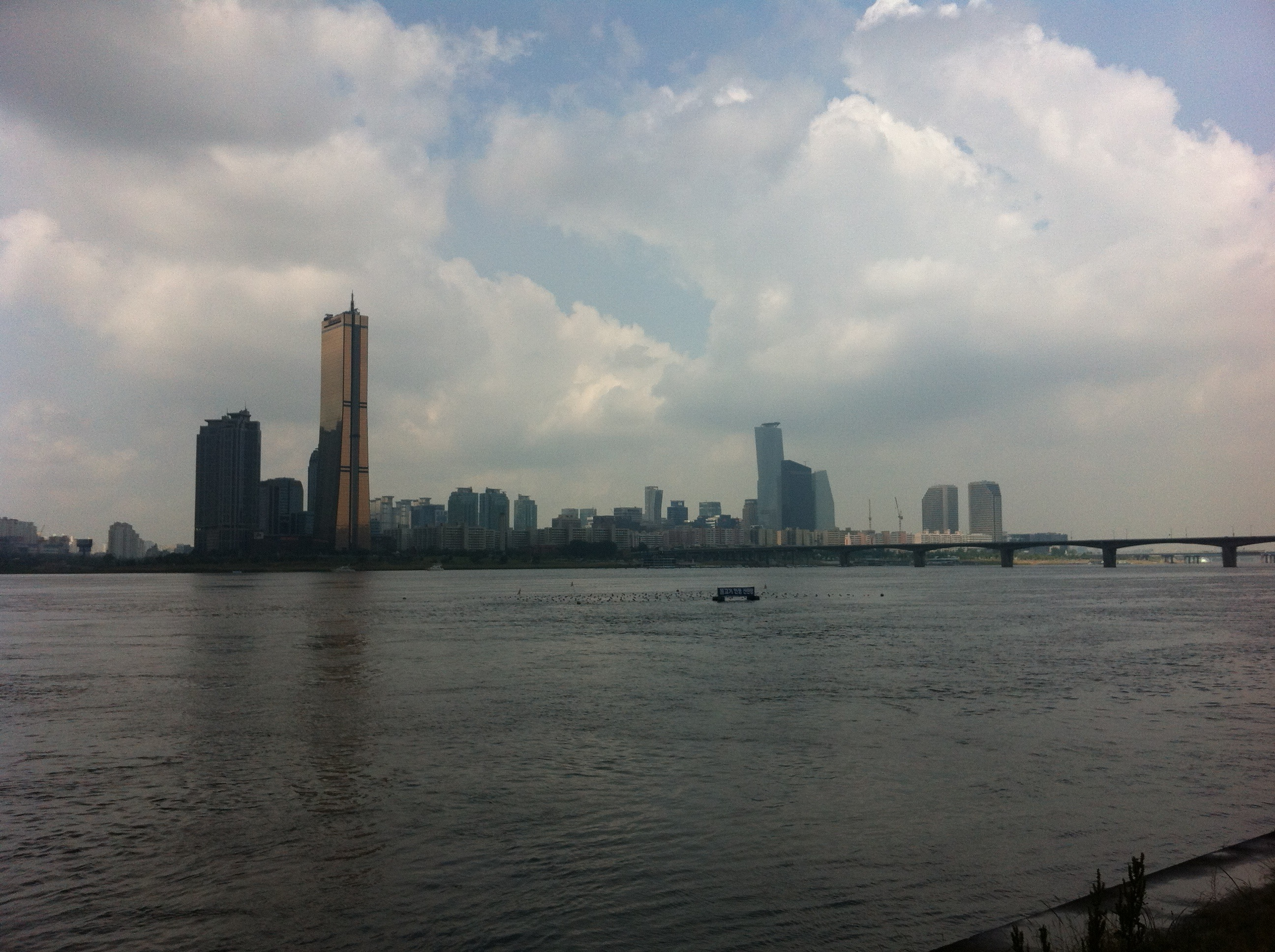
2012년 6월 5일.
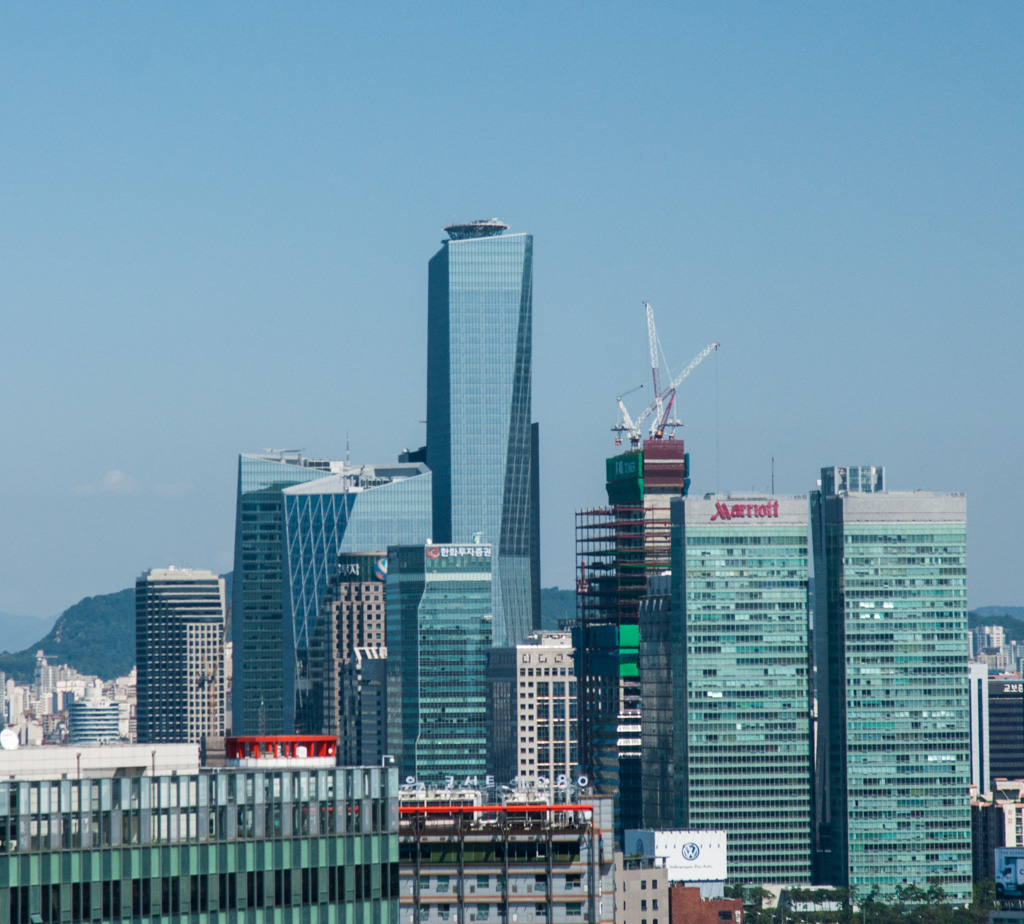
2012년 9월 6일.
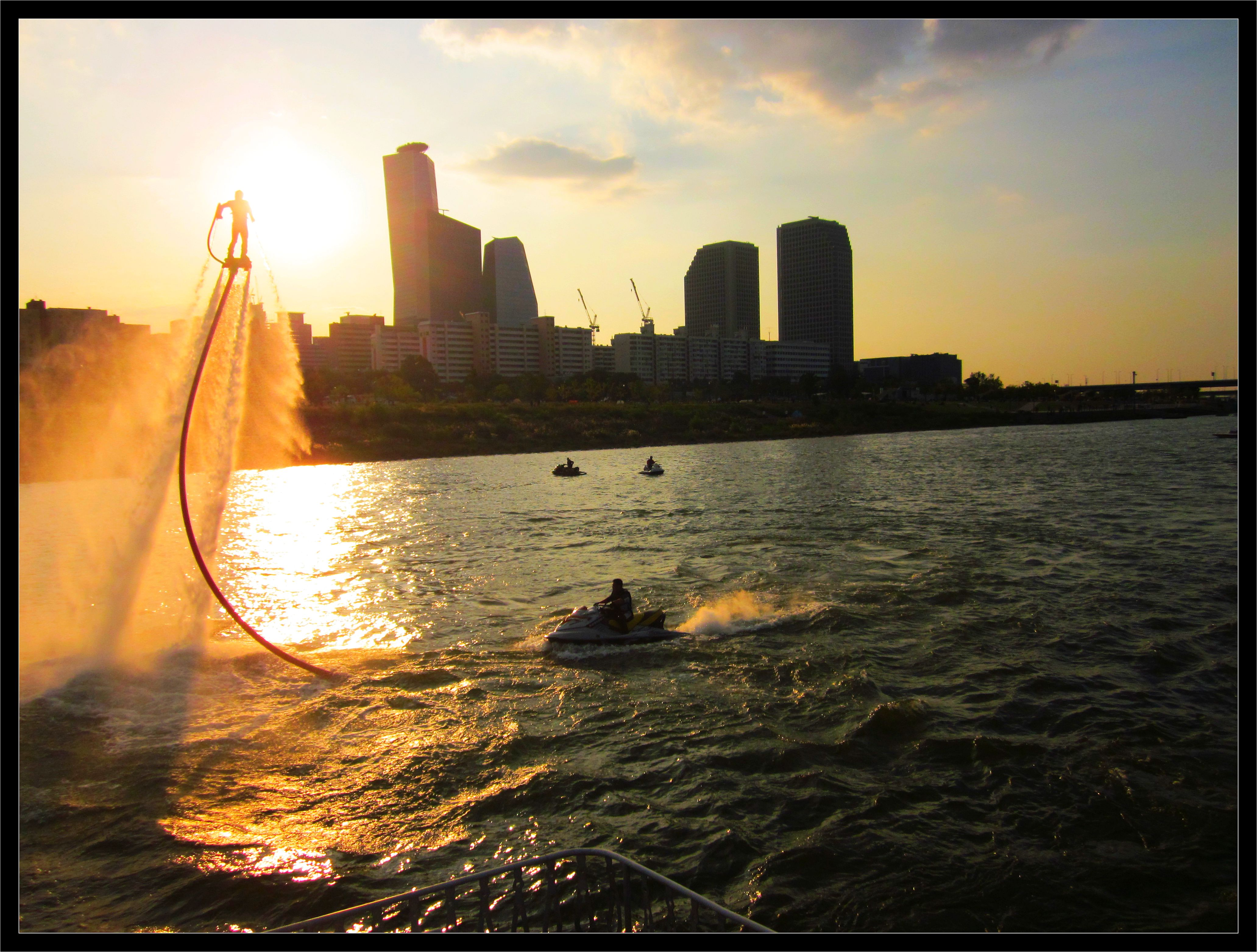
2012년 10월 1일.
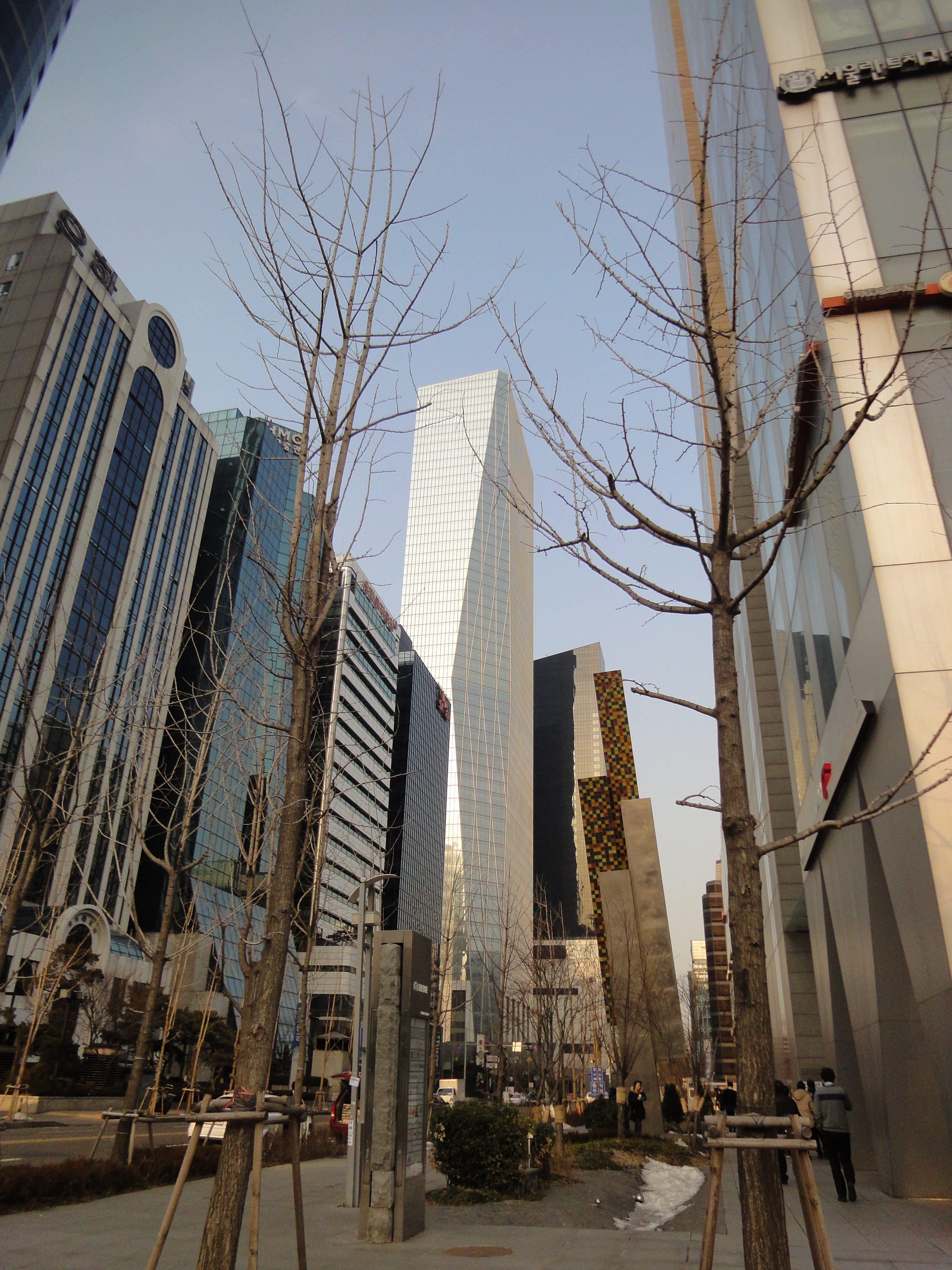
2013년 2월 25일.
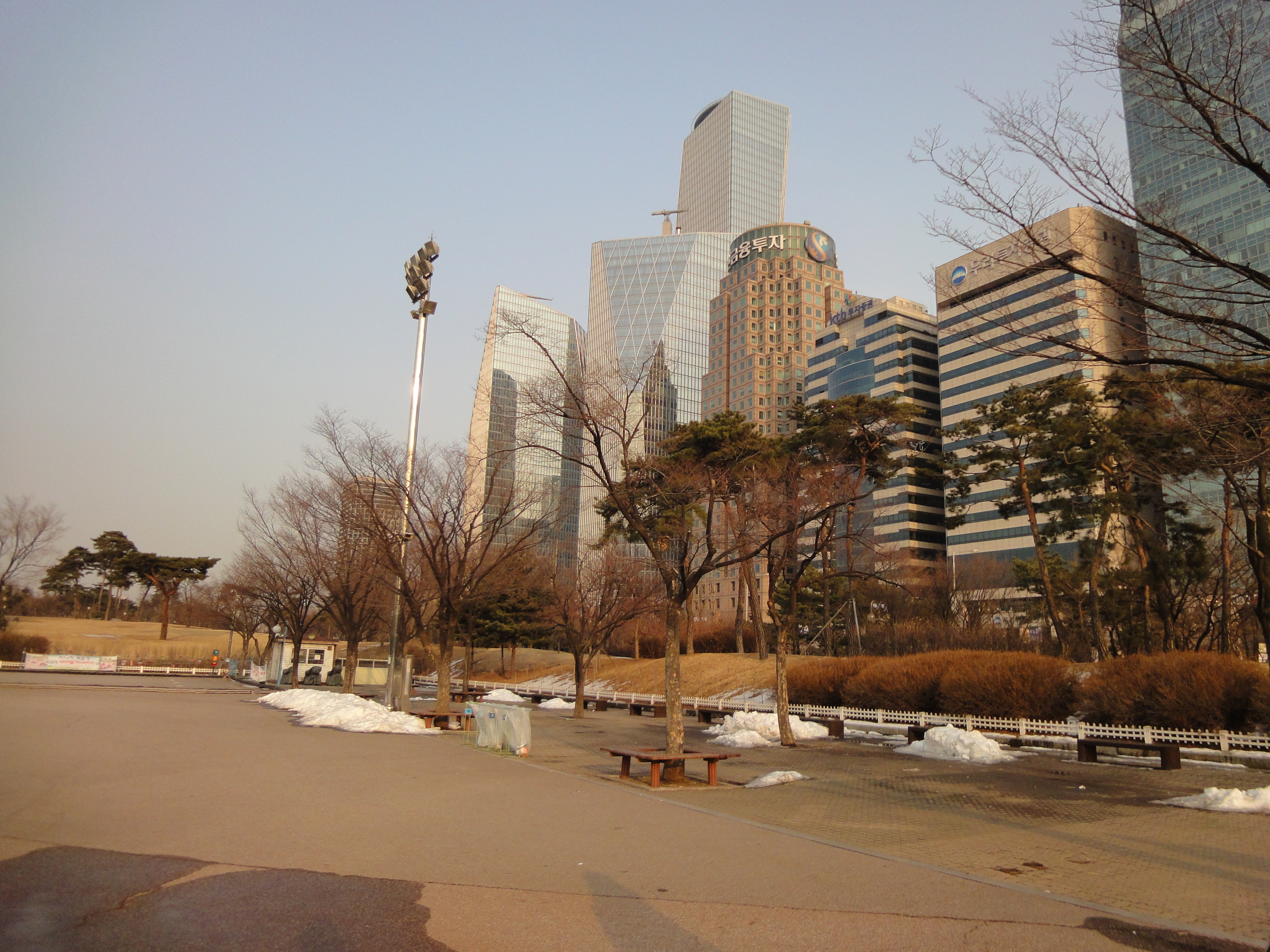
2013년 2월 25일.
2013년 5월 17일.
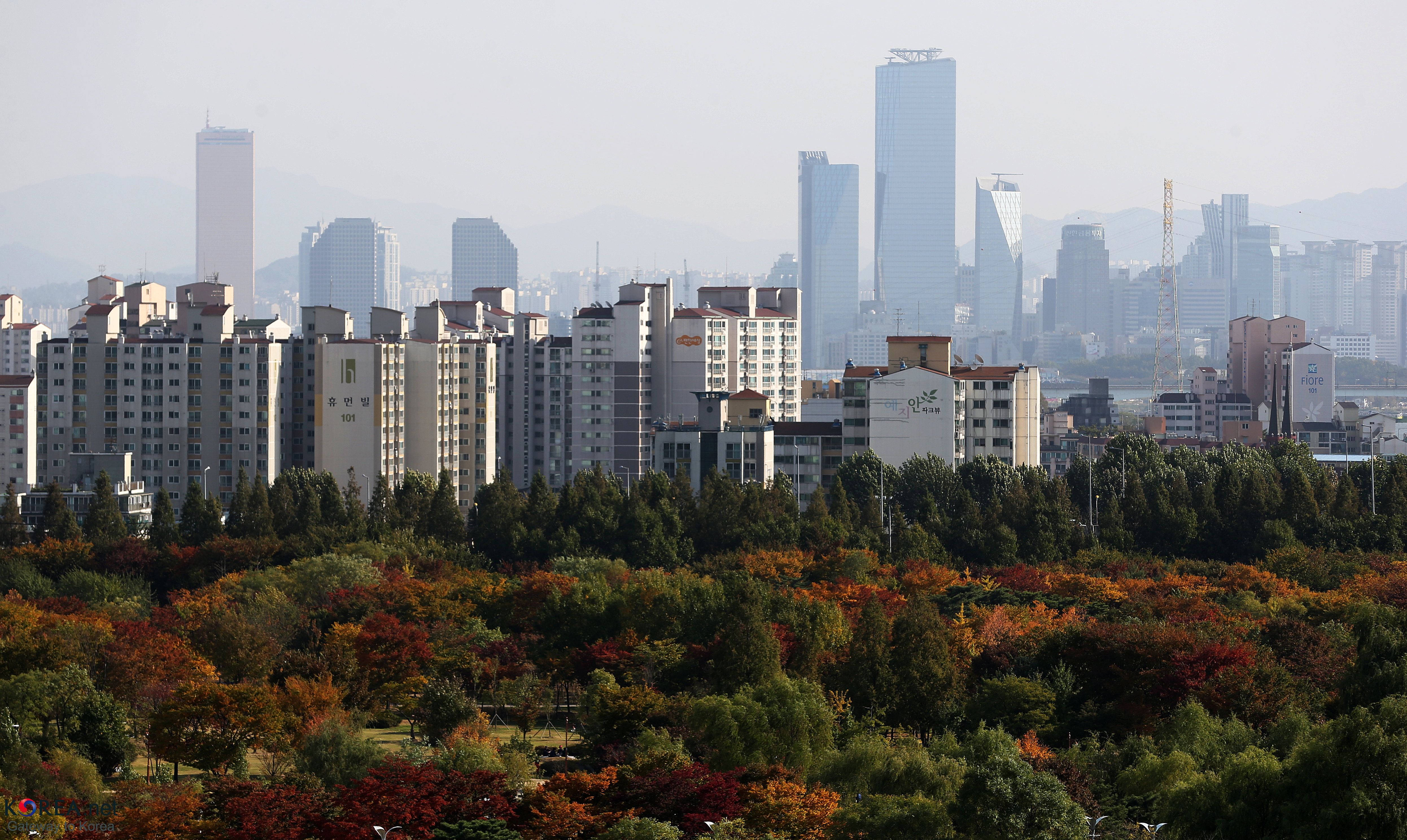
2013년 10월 24일.
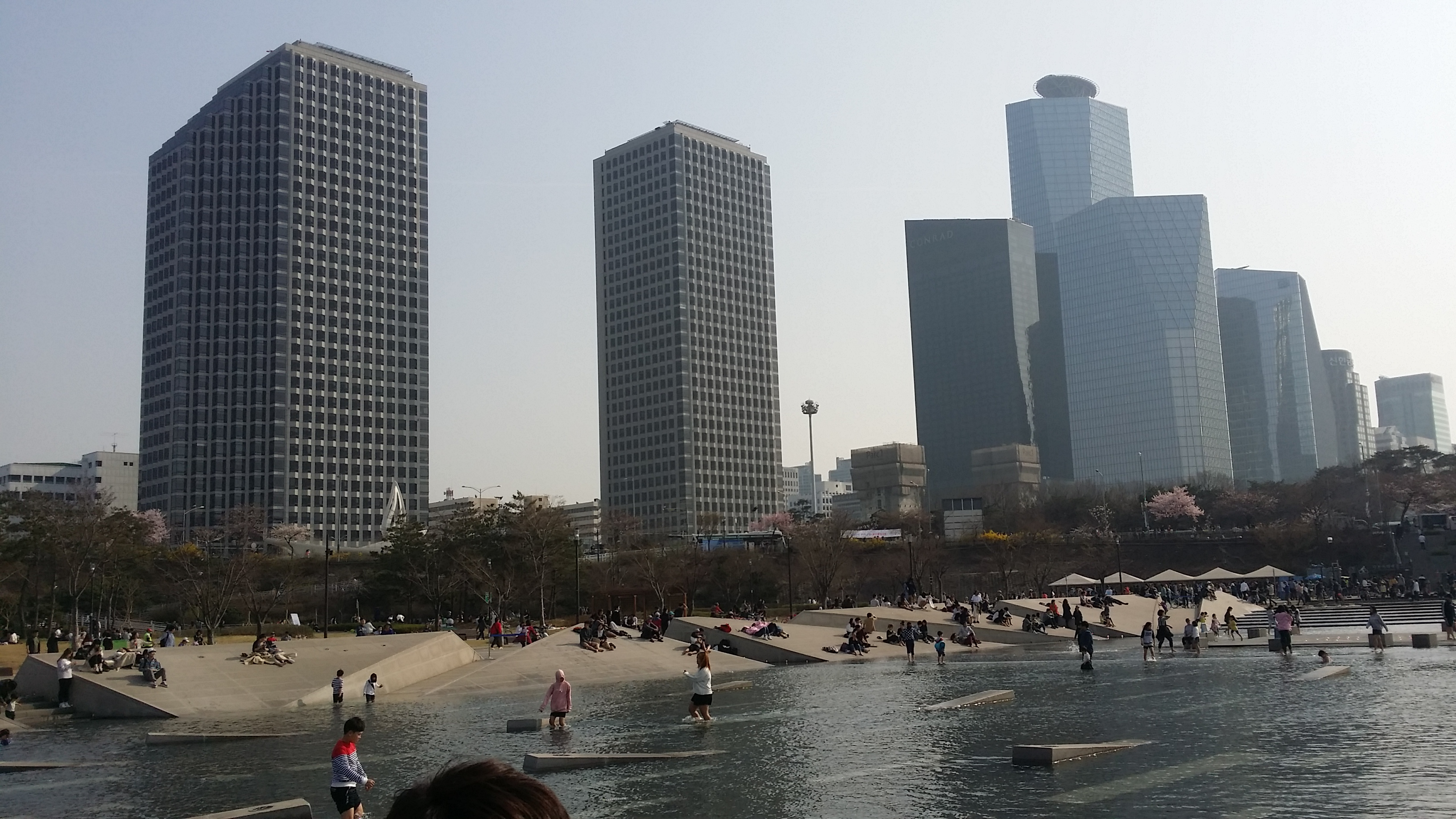
2016년 4월 2일.
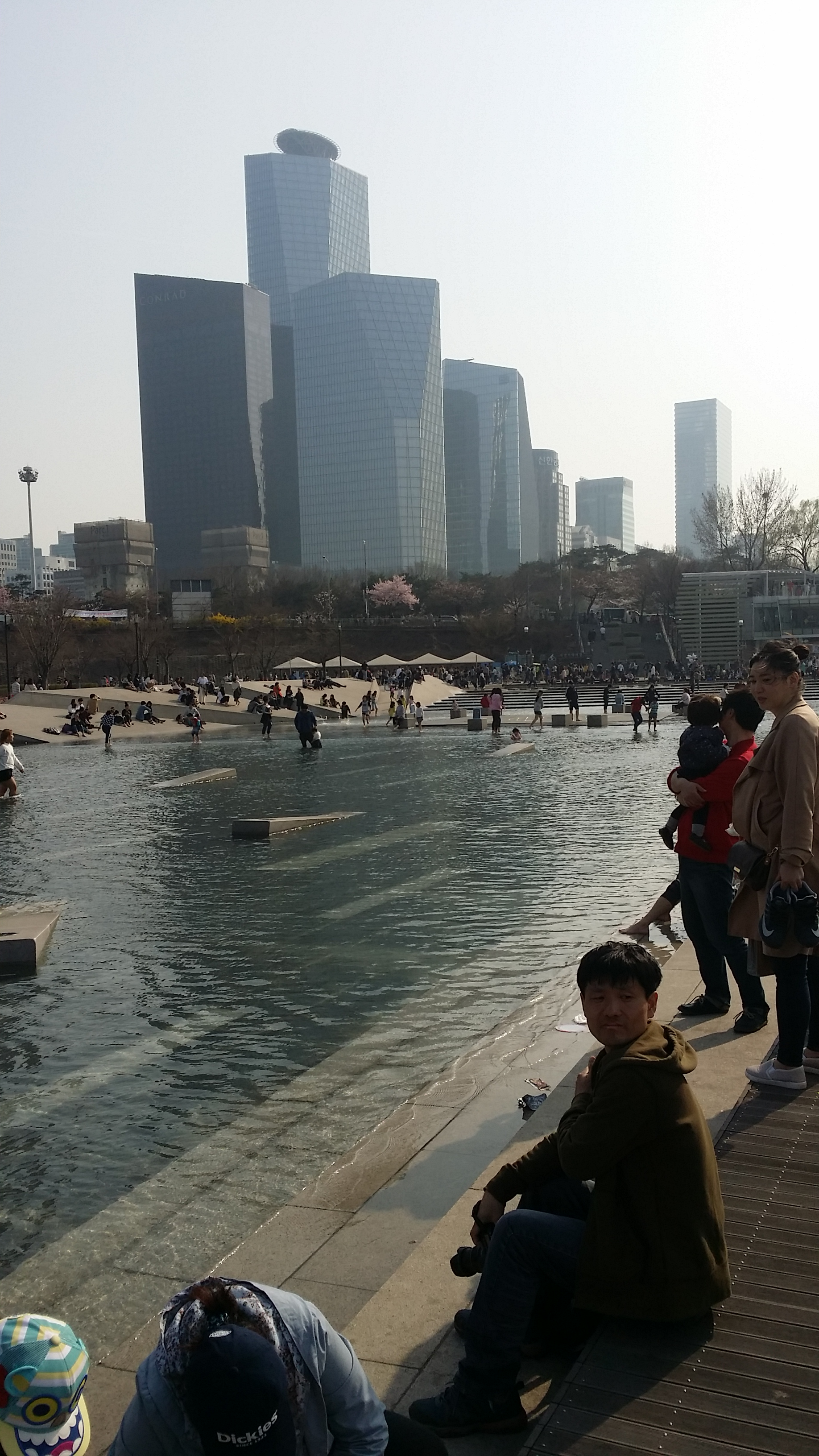
2016년 4월 2일.
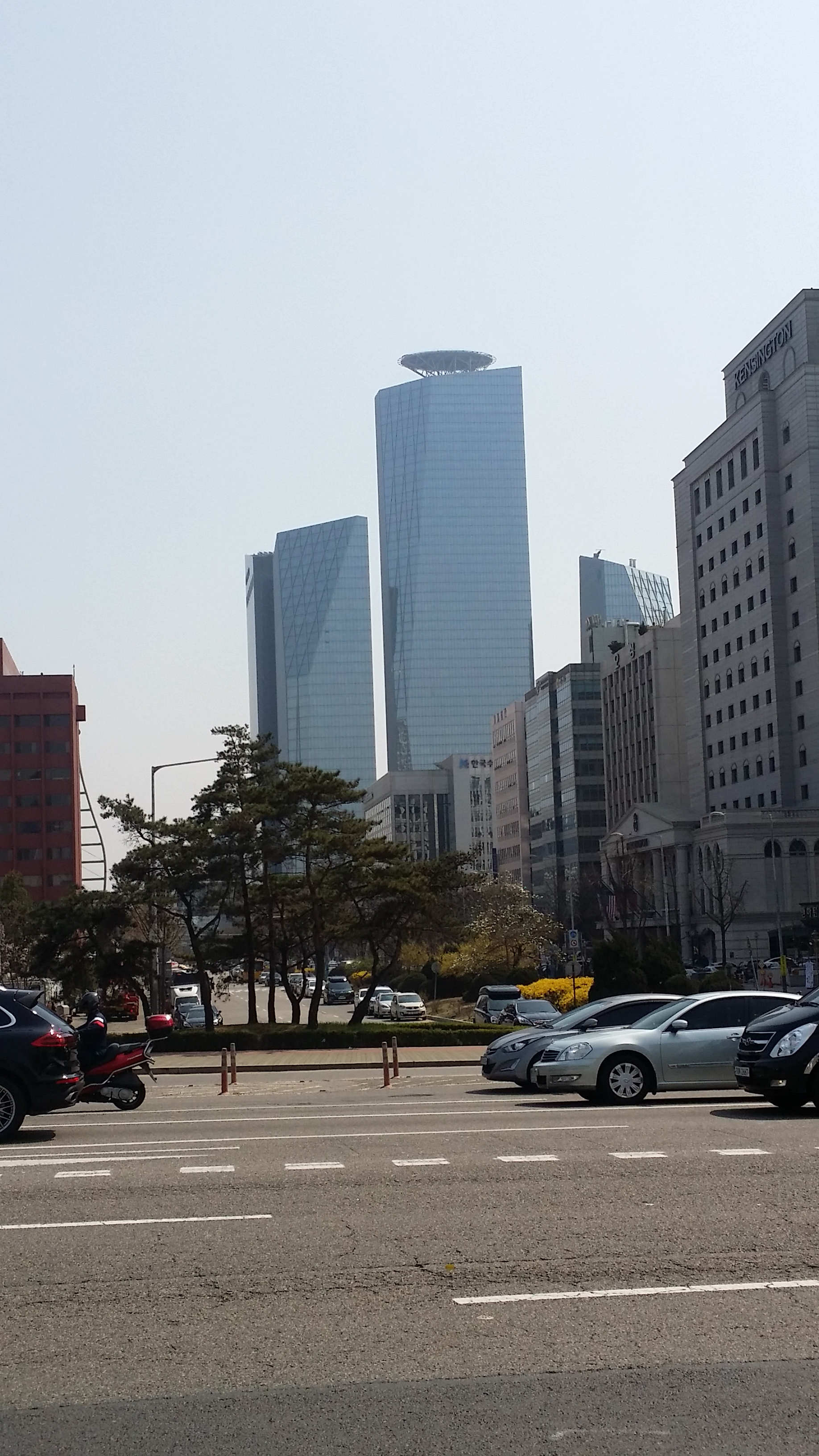
2016년 4월 2일.
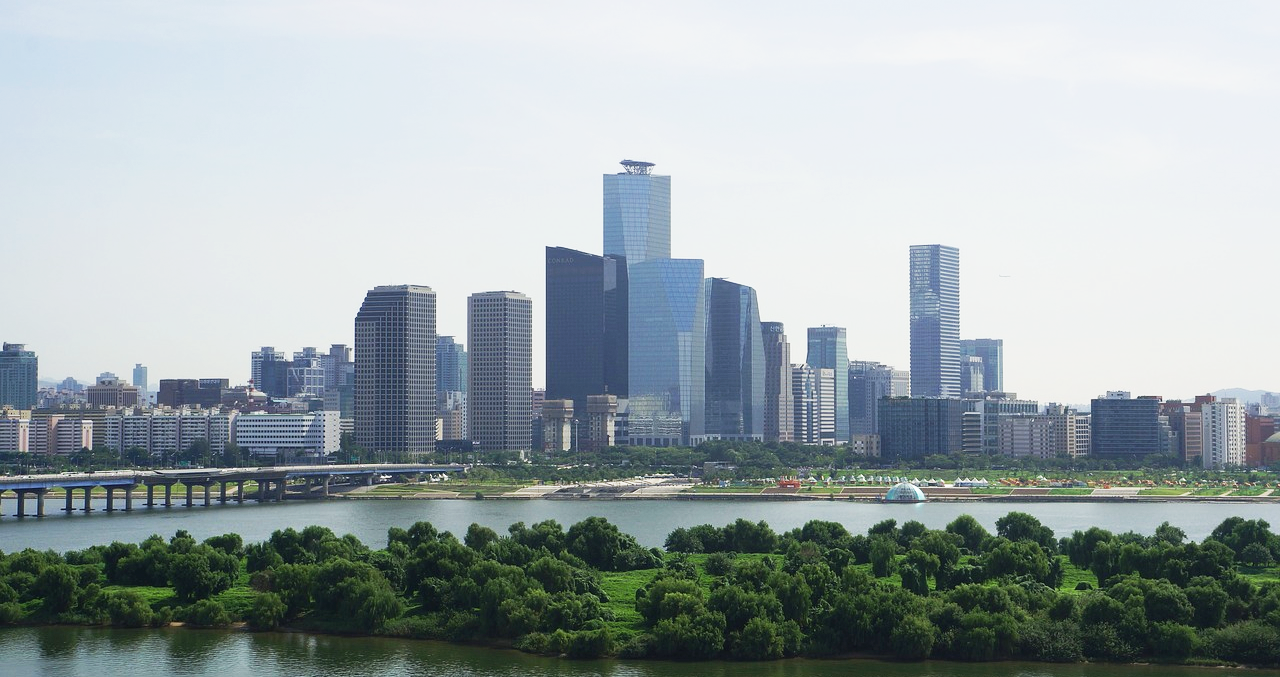
2016년 8월 10일.
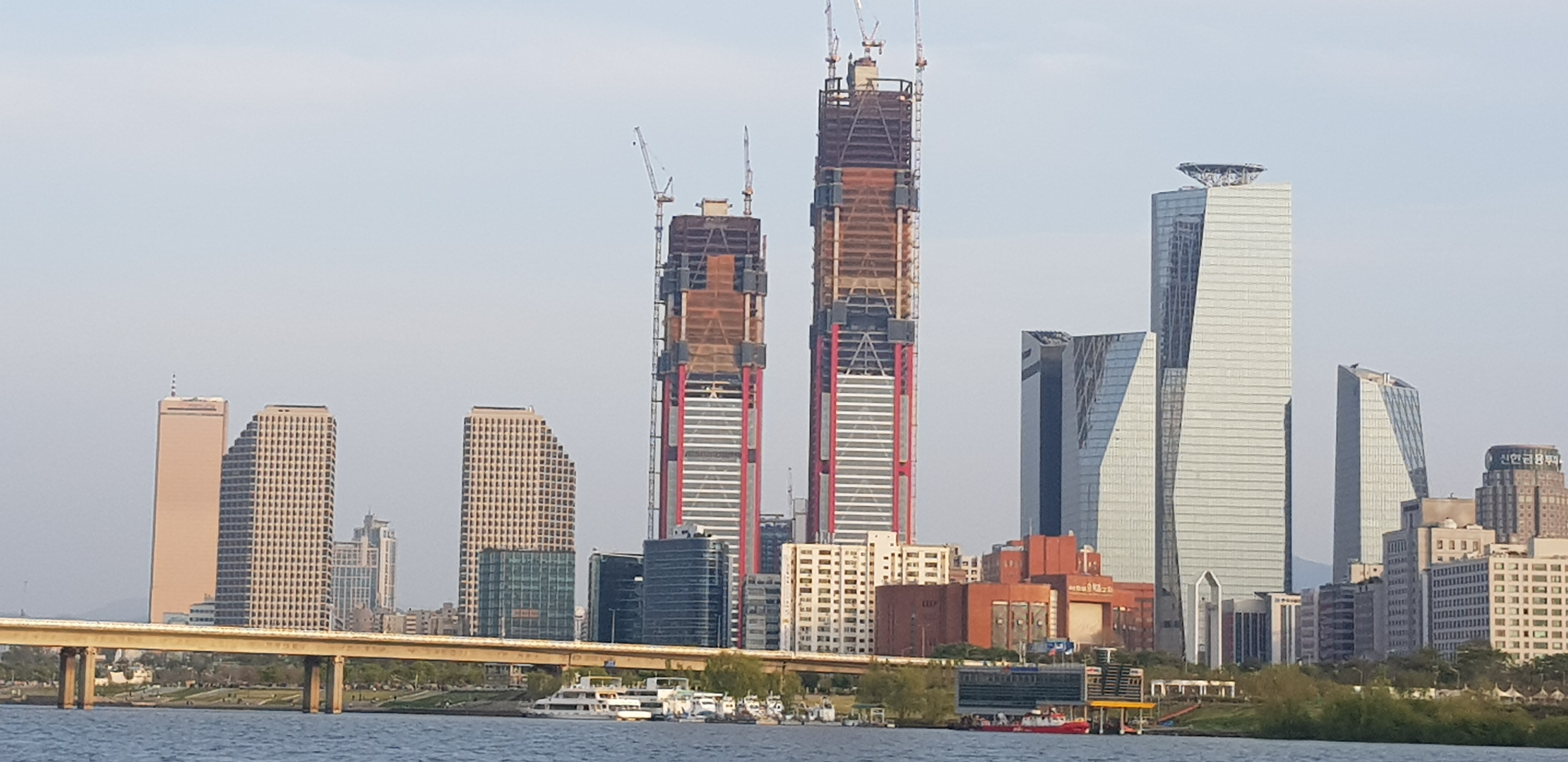
2019년 4월 21일.
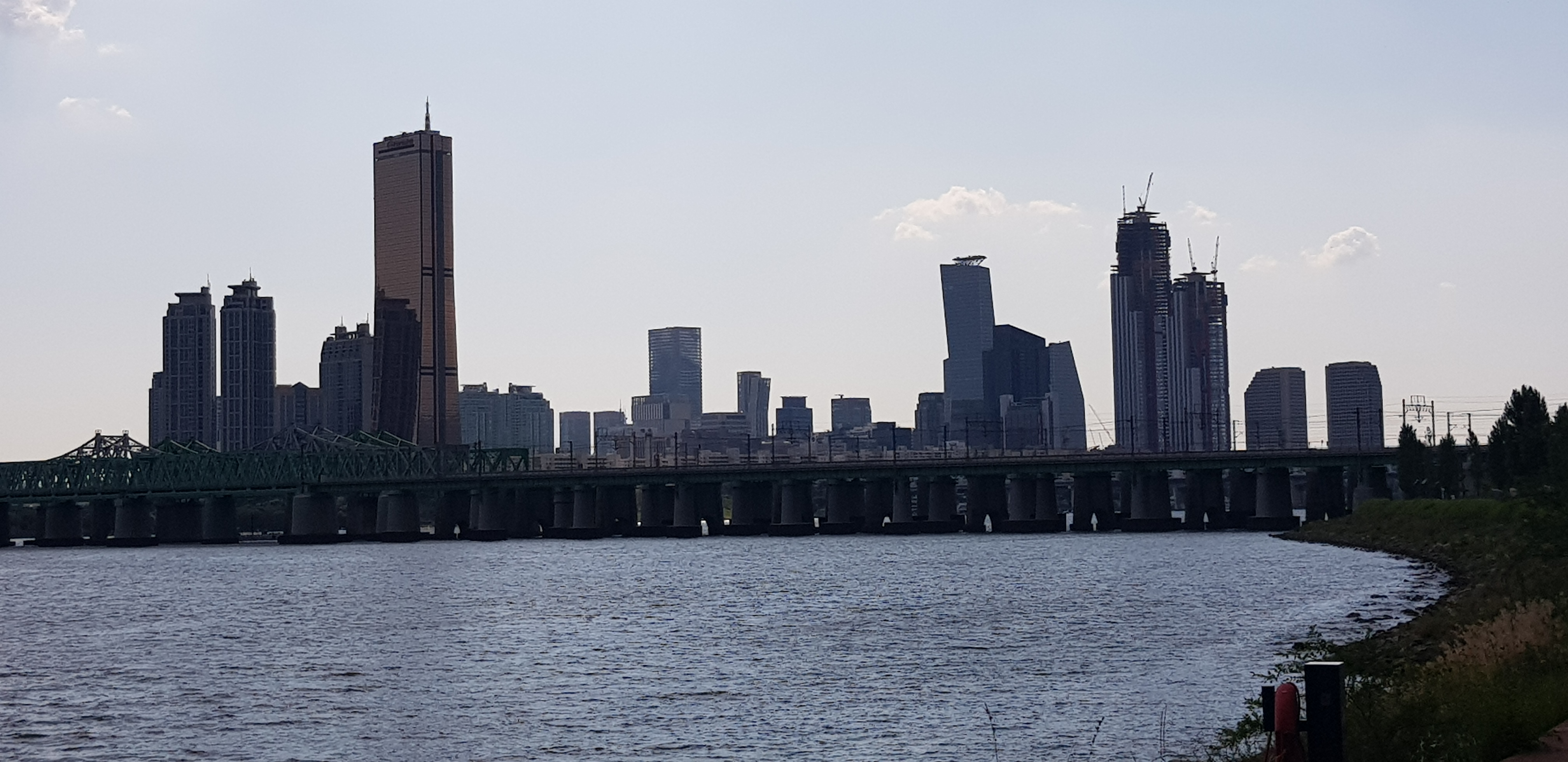
2019년 6월 23일.
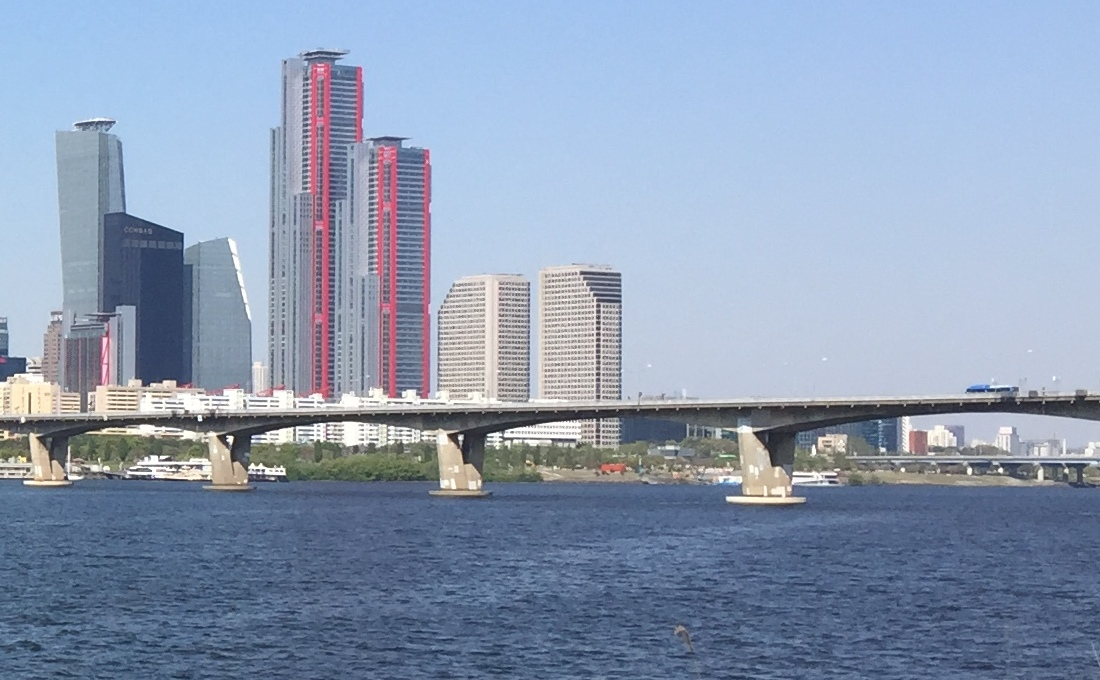
2020년 4월 26일.
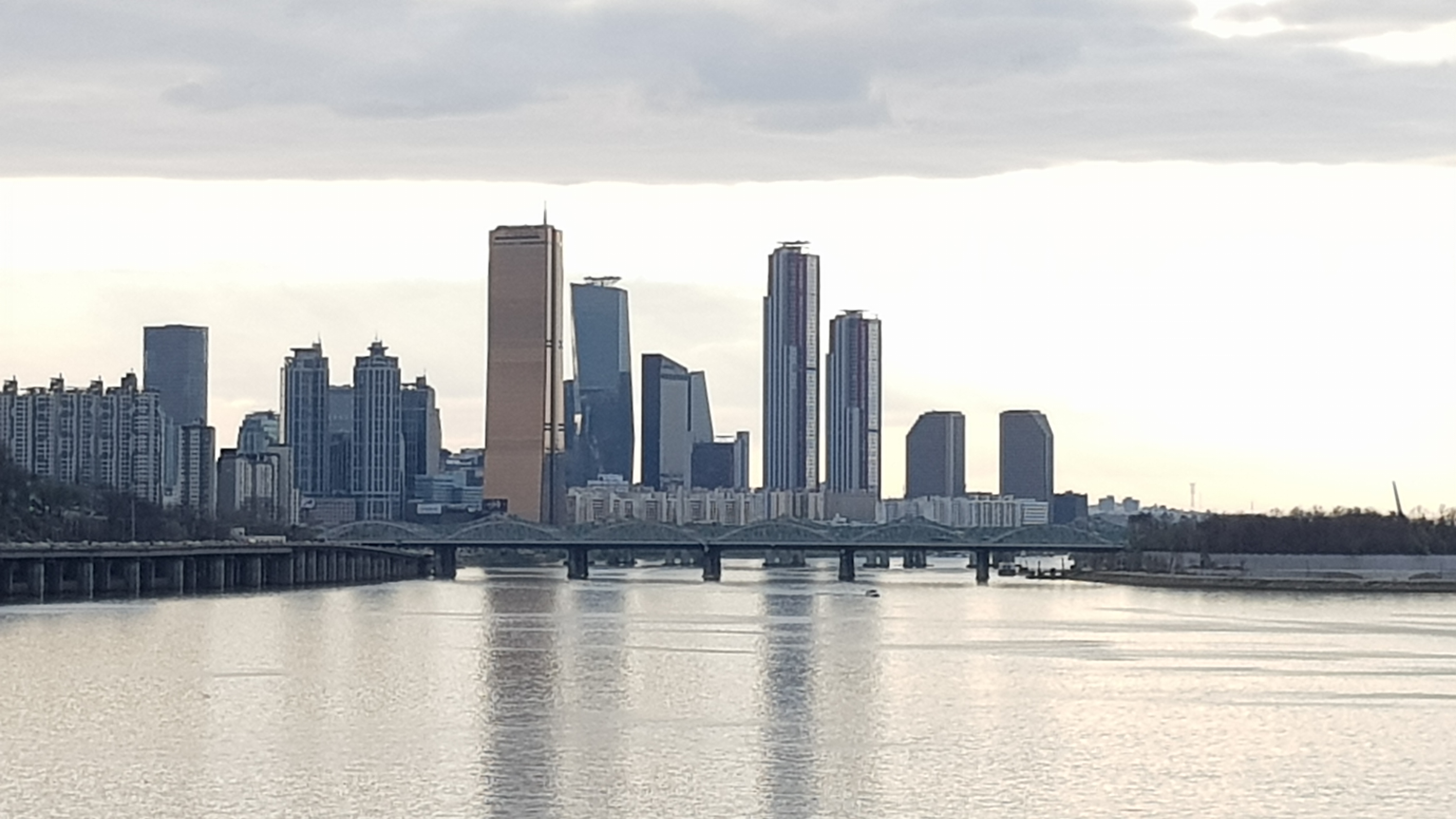
2021년 4월 4일.
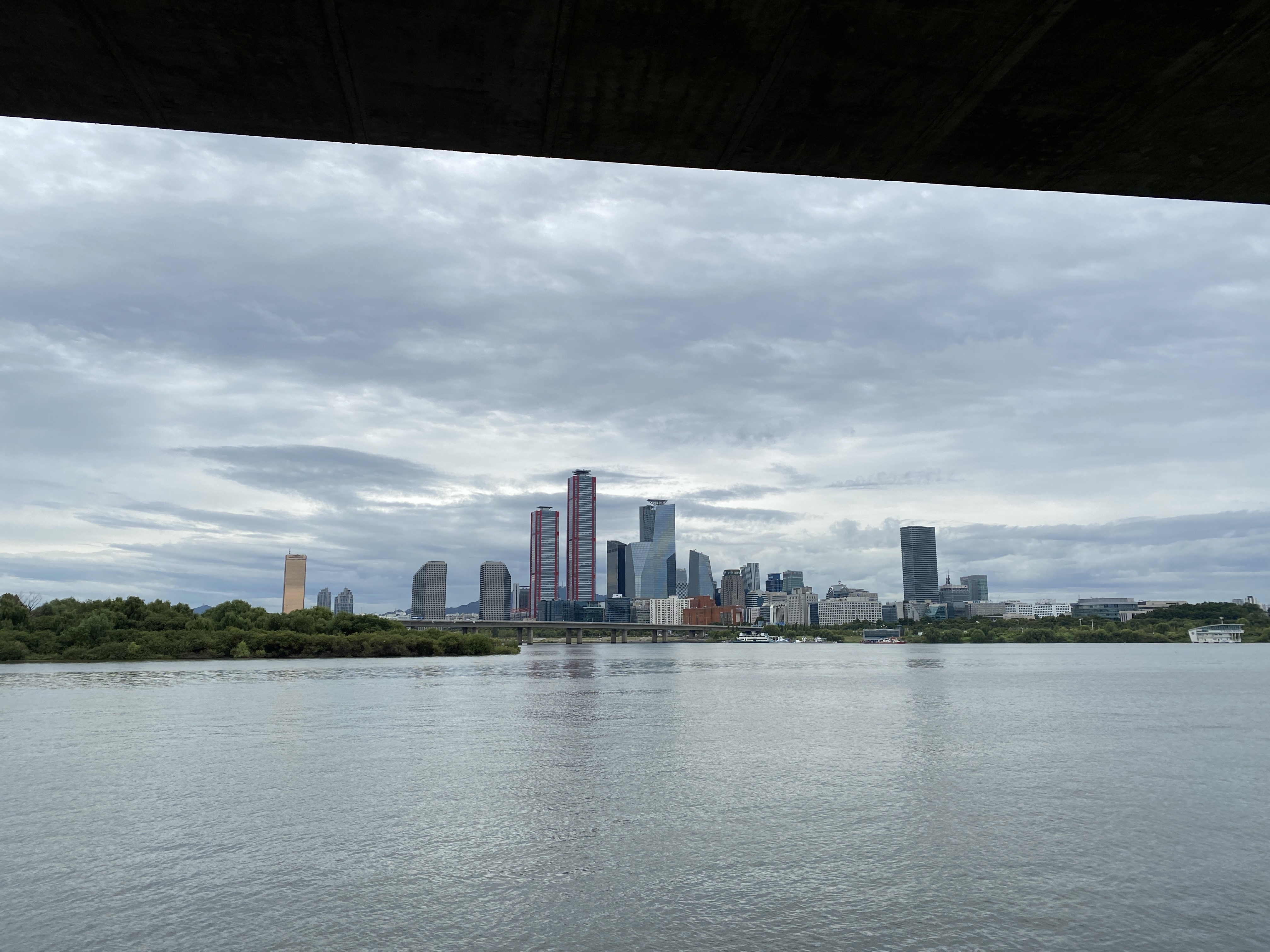
2021년 9월 25일.
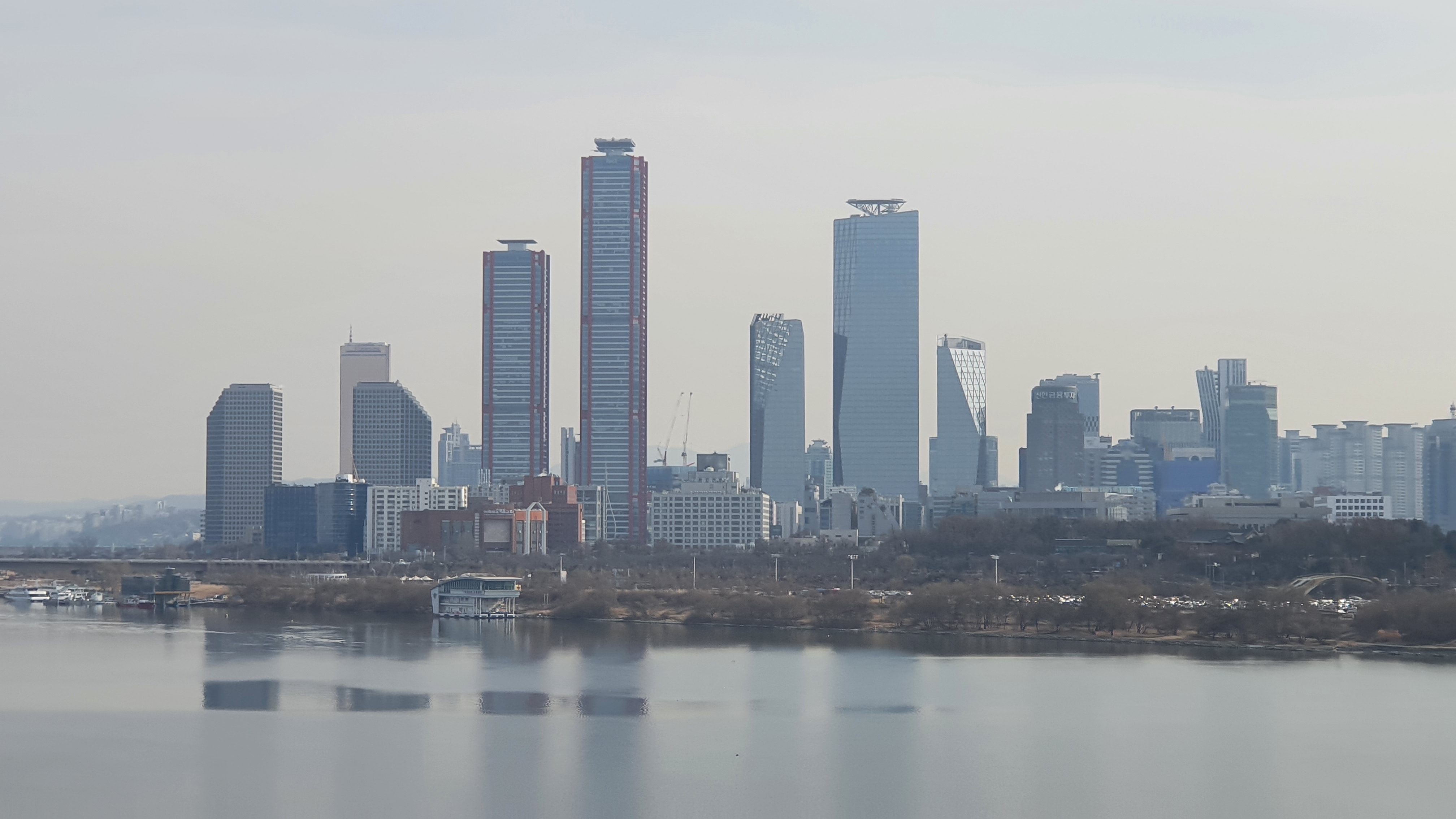
2022년 2월 9일.
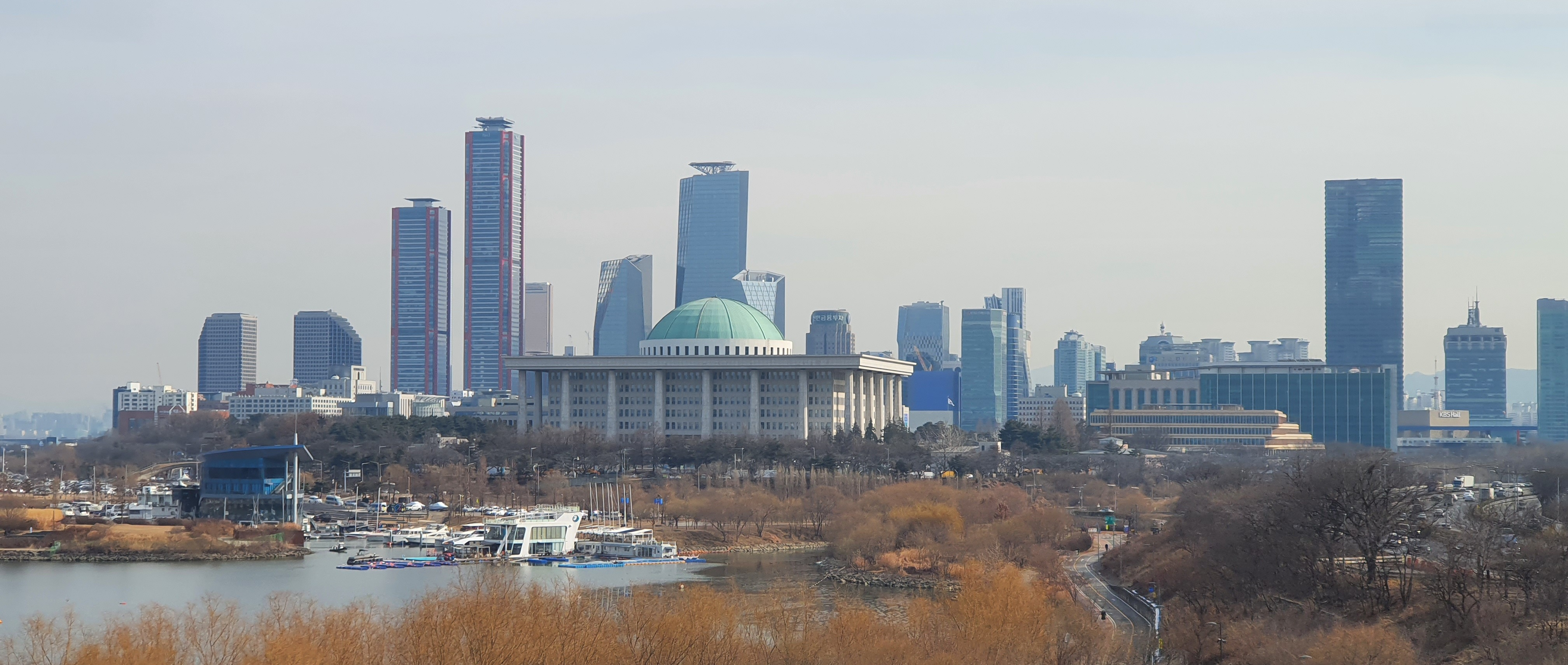
2022년 2월 9일.
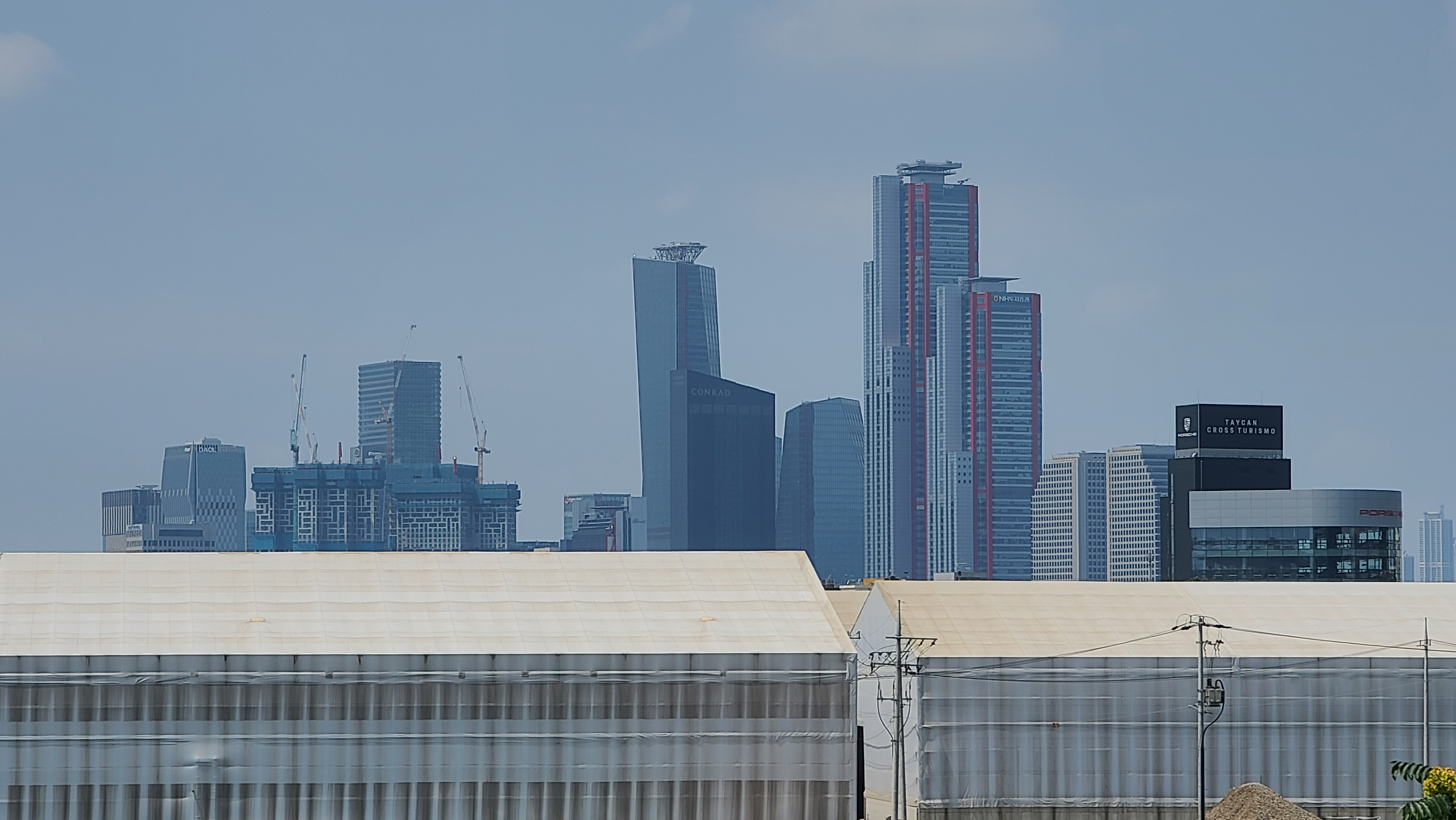
2022년 7월 28일.
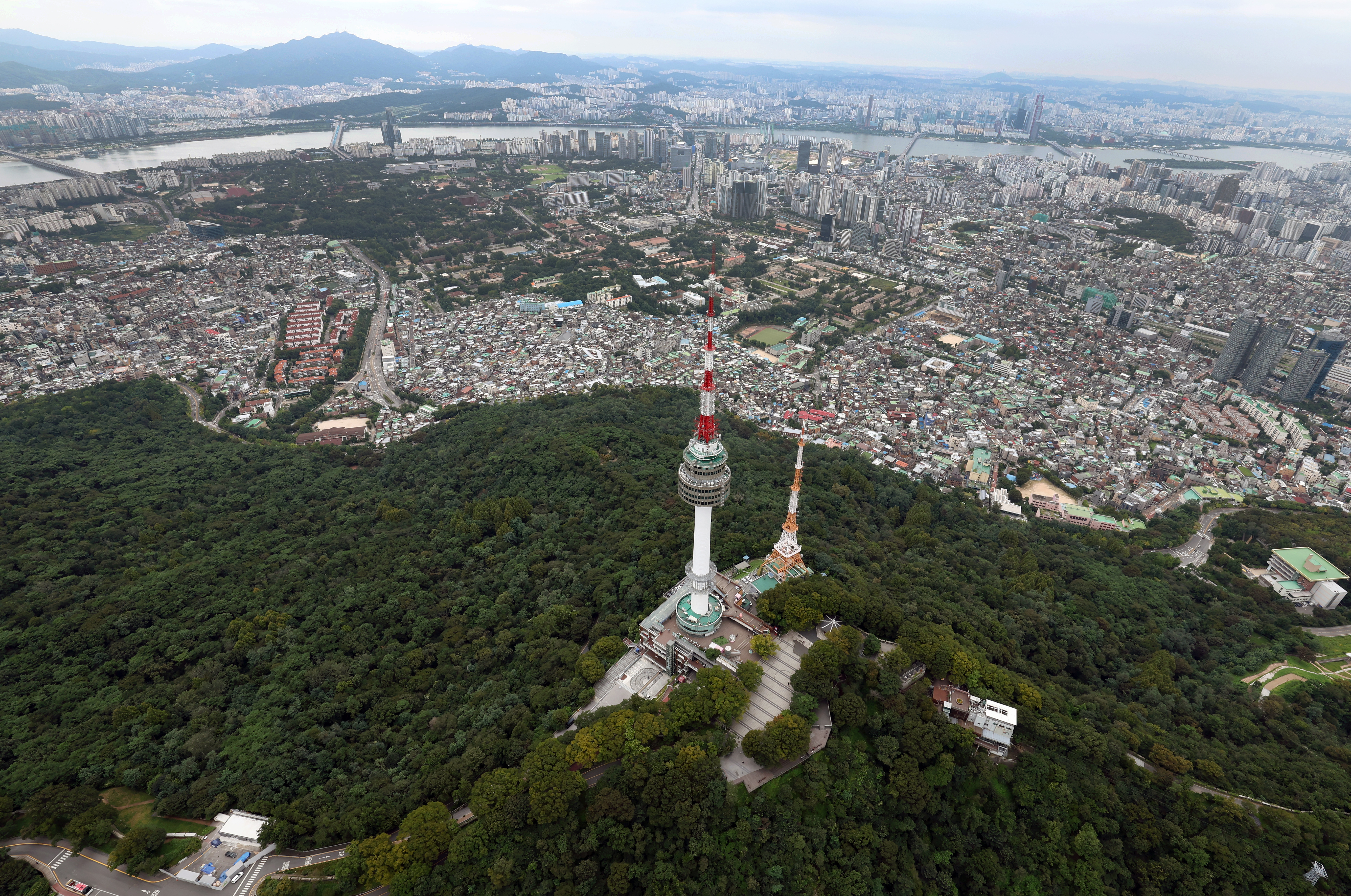
2022년 8월 24일.
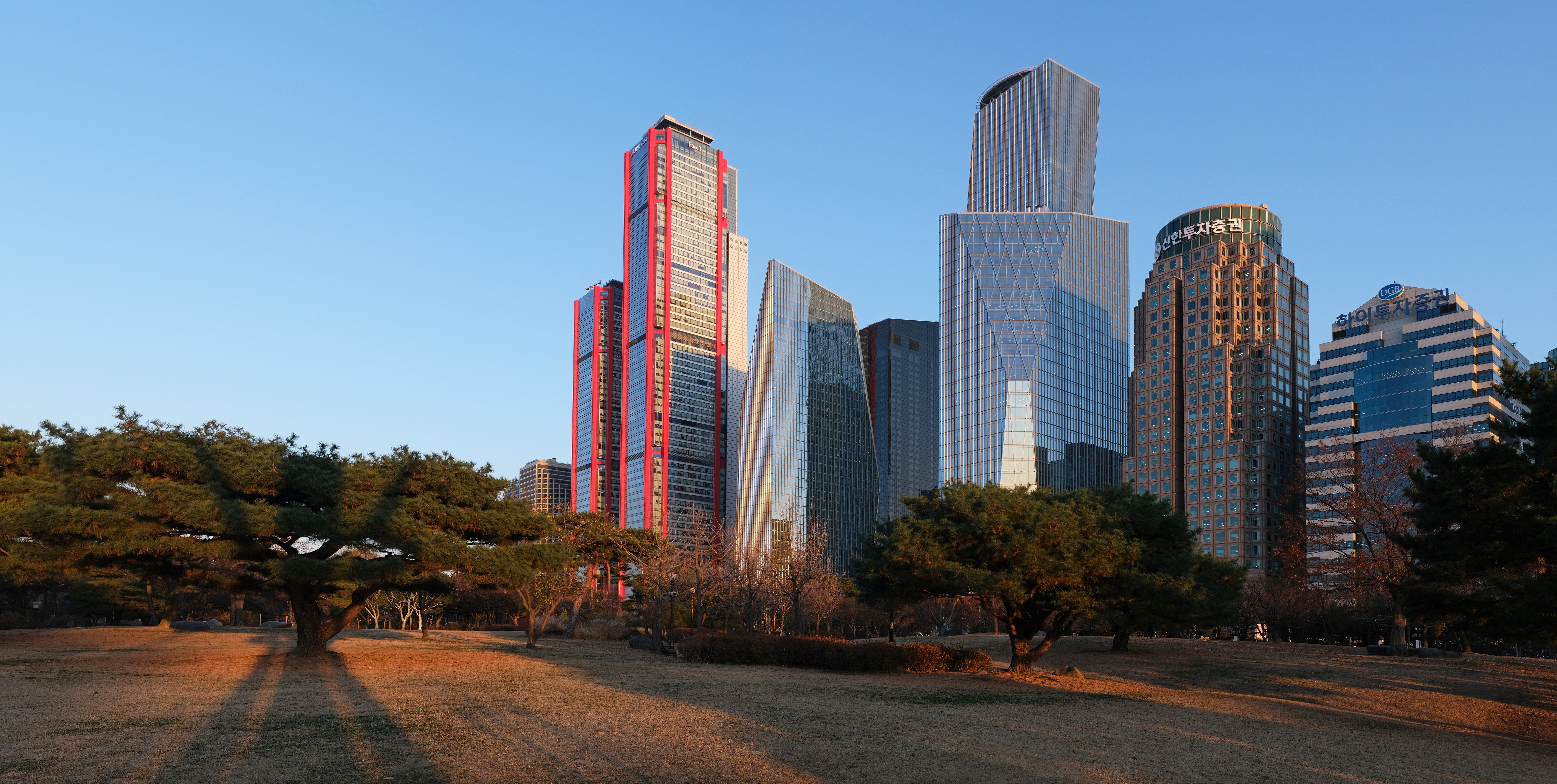
2022년 11월 1일.
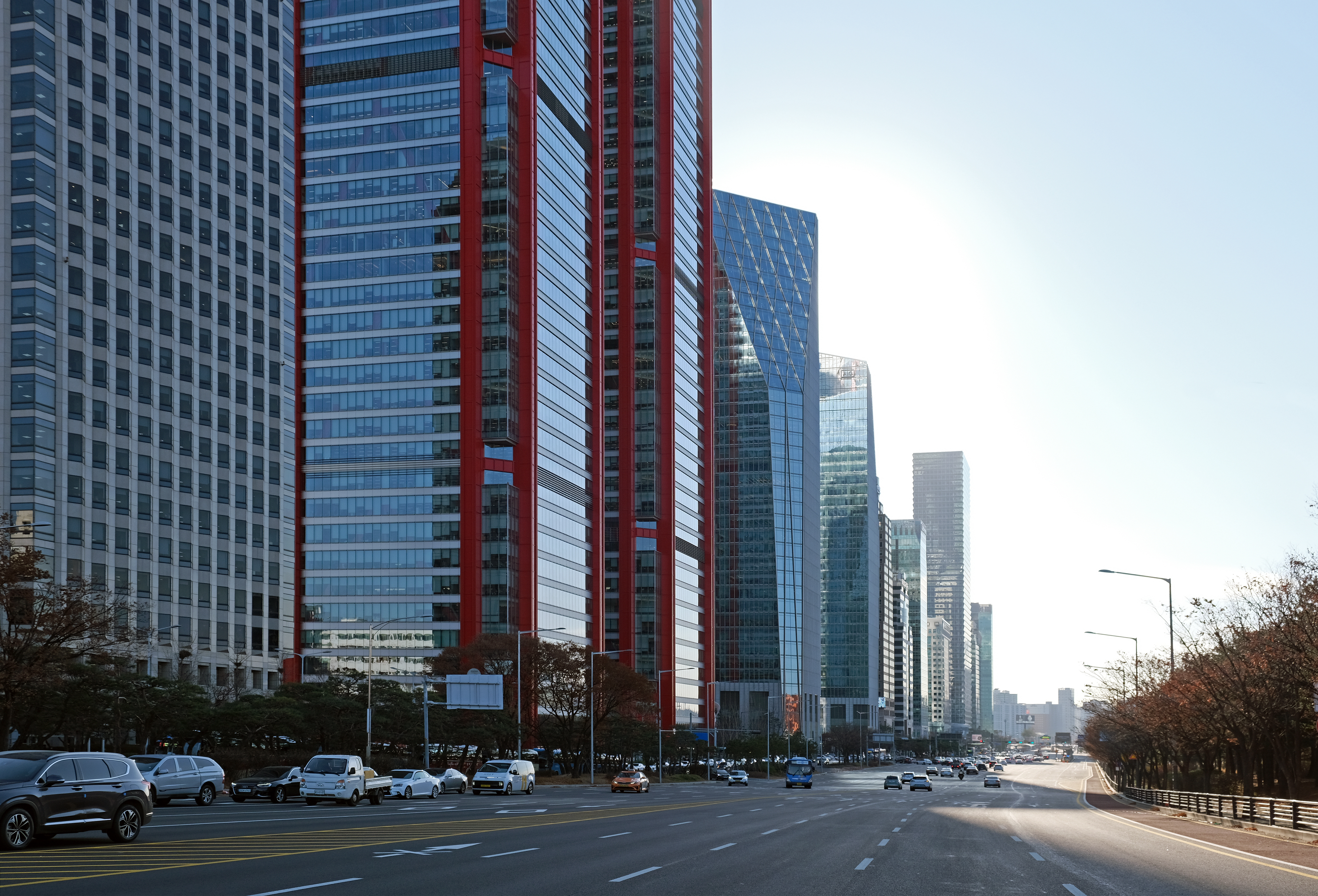
2022년 11월 1일.
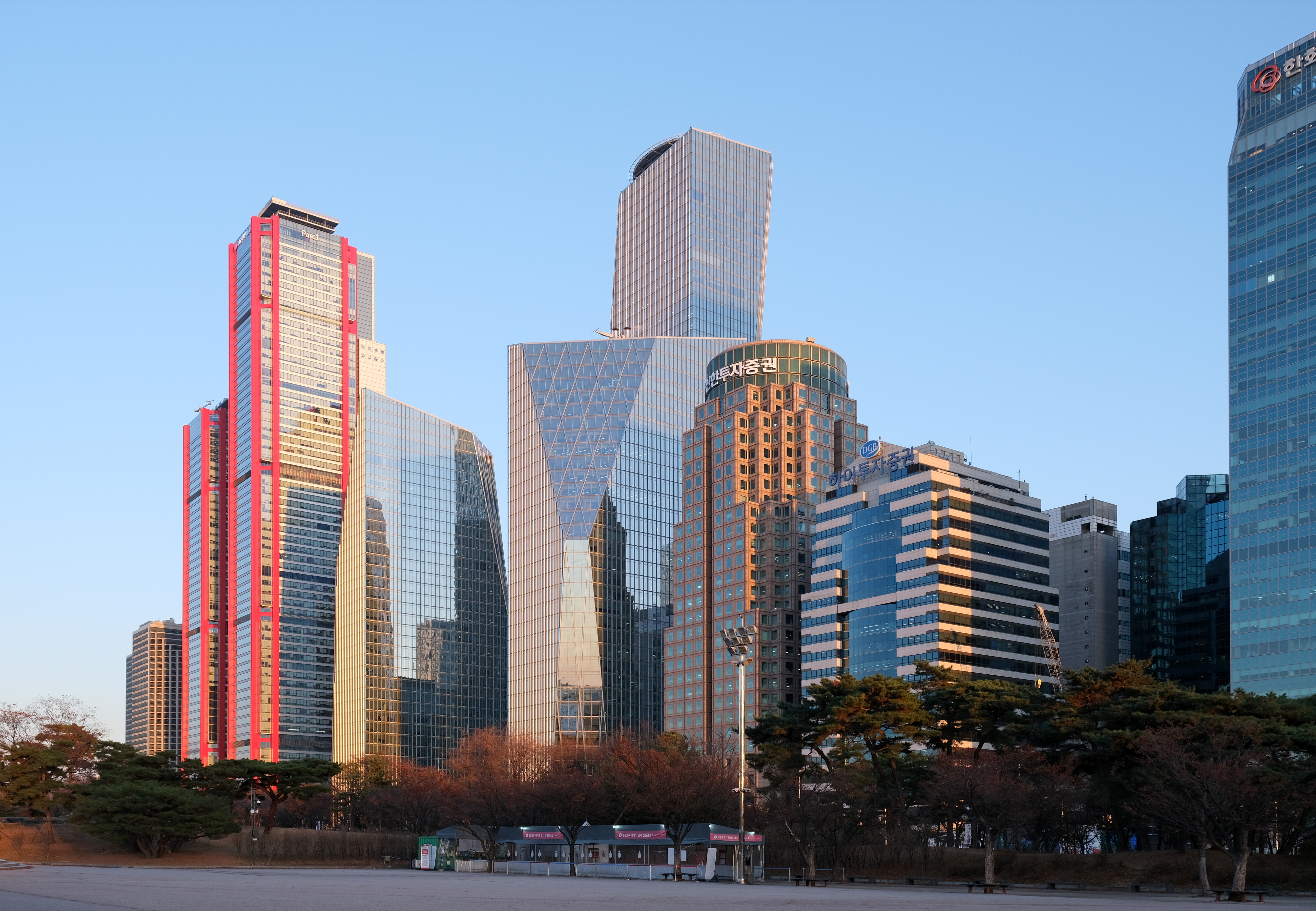
2022년 11월 1일.
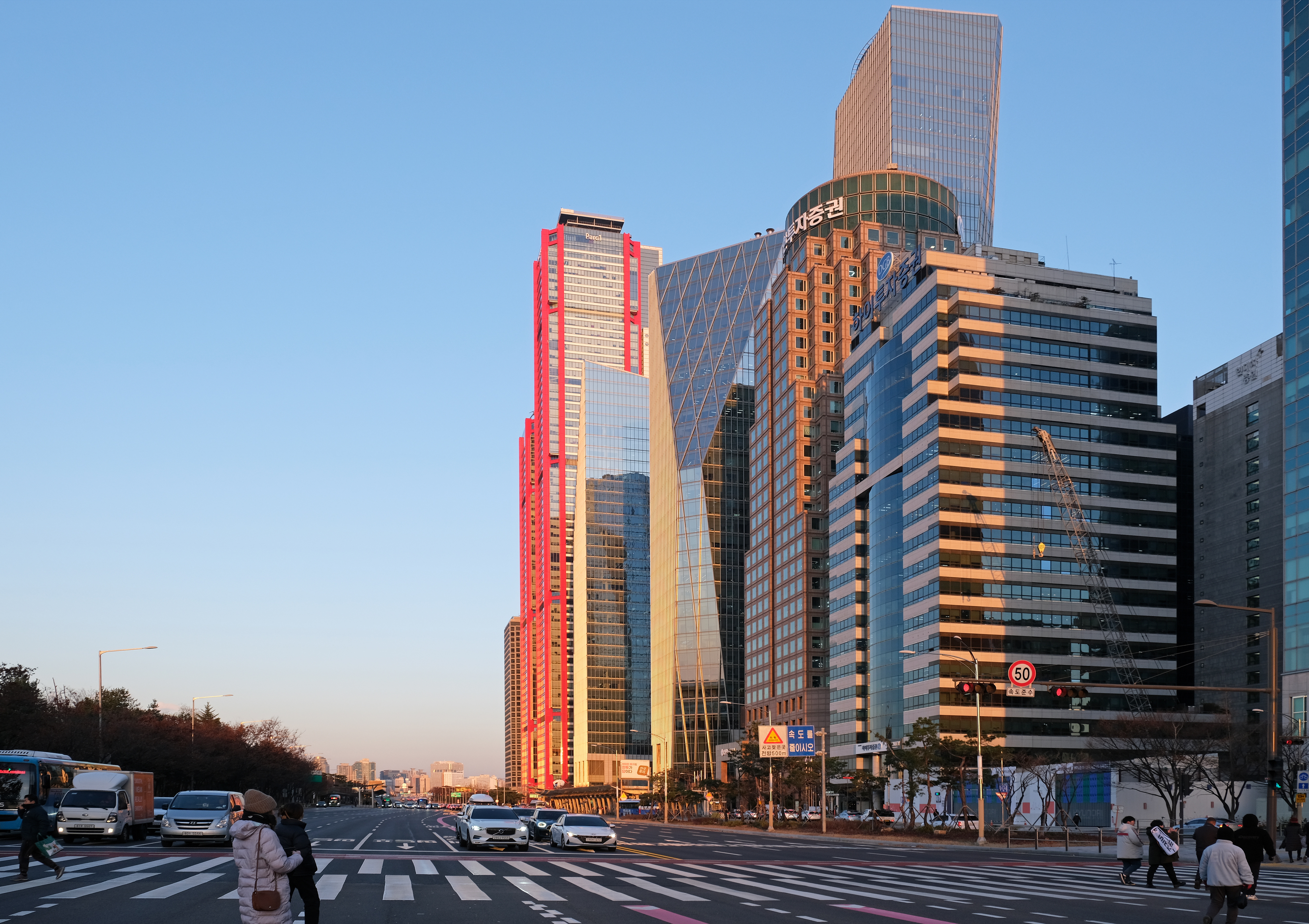
2022년 11월 1일.
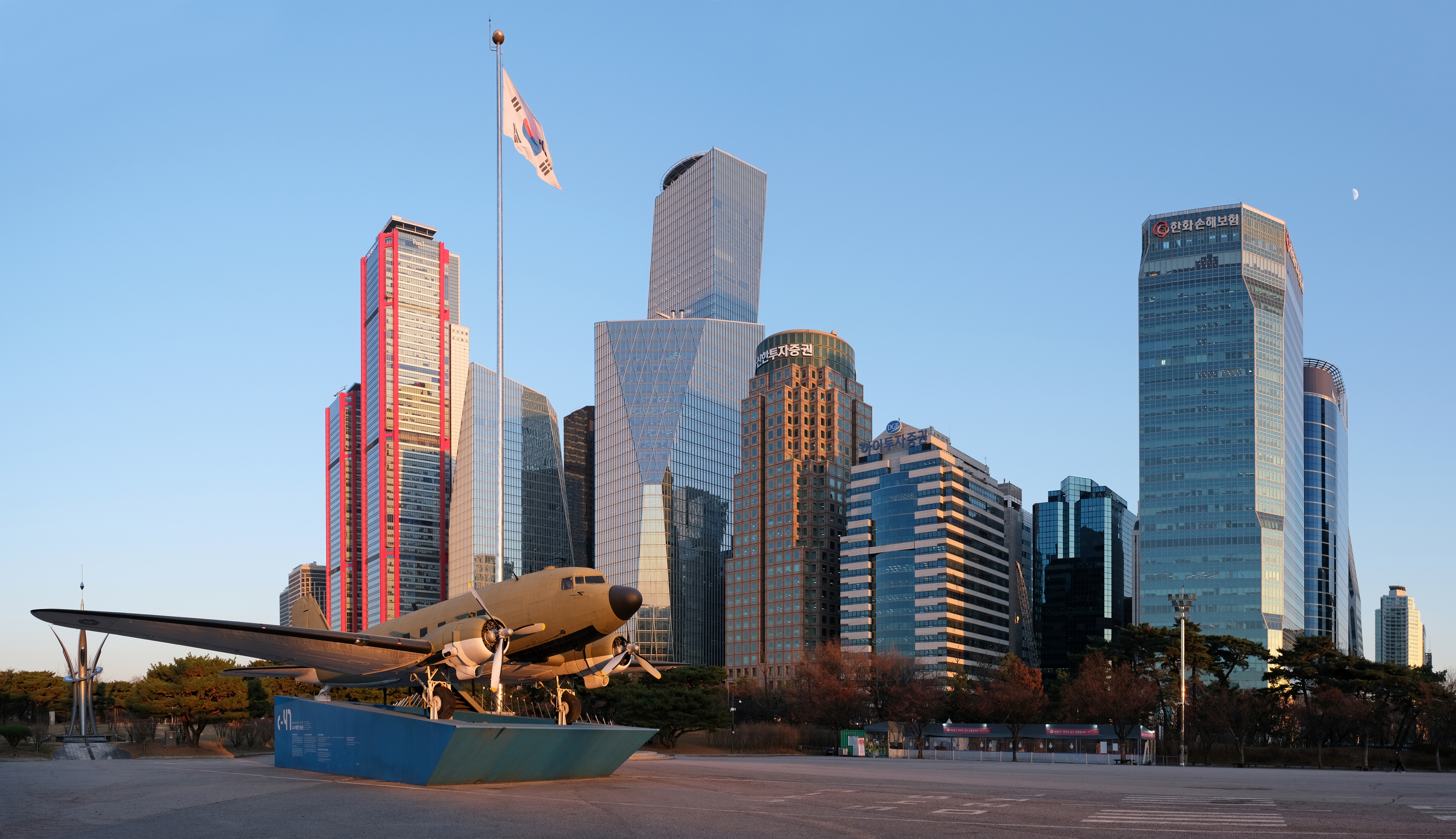
2022년 11월 1일.

## 교통
- ● 수도권 전철 5호선 - 여의도역
- ● 서울 지하철 9호선 - 여의도역
- 여의도환승센터

## 같이 보기
- 여의도
- 마천루 목록
- 아시아의 마천루 목록
- 대한민국의 마천루 목록
- 서울특별시의 마천루 목록